# PLEK2
PLEK2 (англ. Pleckstrin 2) – білок, який кодується однойменним геном, розташованим у людей на короткому плечі 14-ї хромосоми. Довжина поліпептидного ланцюга білка становить 353 амінокислот, а молекулярна маса — 39 971.
| 10         |  | 20         |  | 30         |  | 40         |  | 50         |
| ---------- |  | ---------- |  | ---------- |  | ---------- |  | ---------- |
| MEDGVLKEGF |  | LVKRGHIVHN |  | WKARWFILRQ |  | NTLVYYKLEG |  | GRRVTPPKGR |
| ILLDGCTITC |  | PCLEYENRPL |  | LIKLKTQTST |  | EYFLEACSRE |  | ERDAWAFEIT |
| GAIHAGQPGK |  | VQQLHSLRNS |  | FKLPPHISLH |  | RIVDKMHDSN |  | TGIRSSPNME |
| QGSTYKKTFL |  | GSSLVDWLIS |  | NSFTASRLEA |  | VTLASMLMEE |  | NFLRPVGVRS |
| MGAIRSGDLA |  | EQFLDDSTAL |  | YTFAESYKKK |  | ISPKEEISLS |  | TVELSGTVVK |
| QGYLAKQGHK |  | RKNWKVRRFV |  | LRKDPAFLHY |  | YDPSKEENRP |  | VGGFSLRGSL |
| VSALEDNGVP |  | TGVKGNVQGN |  | LFKVITKDDT |  | HYYIQASSKA |  | ERAEWIEAIK |
| KLT        |  |            |  |            |  |            |  |            |

A: Аланін

C: Цистеїн

D: Аспарагінова кислота

E: Глутамінова кислота

F: Фенілаланін

G: Гліцин

H: Гістидин

I: Ізолейцин

K: Лізин

L: Лейцин

M: Метіонін

N: Аспарагін

P: Пролін

Q: Глутамін

R: Аргінін

S: Серин

T: Треонін

V: Валін

W: Триптофан

Кодований геном білок за функцією належить до фосфопротеїнів. 
Задіяний у такому біологічному процесі, як ацетилювання. 
Локалізований у клітинній мембрані, цитоплазмі, цитоскелеті, мембрані, клітинних відростках.